# 350 v. Chr.
Portal Geschichte | Portal Biografien | Aktuelle Ereignisse | Jahreskalender | Tagesartikel

◄ |
5. Jahrhundert v. Chr. |
4. Jahrhundert v. Chr. |
3. Jahrhundert v. Chr. |
►

◄ | 370er v. Chr. | 360er v. Chr. | 350er v. Chr. | 340er v. Chr. |
330er v. Chr. |
►

◄◄ | ◄ | 353 v. Chr. | 352 v. Chr. | 351 v. Chr. | 350 v. Chr. |
349 v. Chr. |
348 v. Chr. |
347 v. Chr. |
► |
►►

## Ereignisse

### Politik und Weltgeschehen

#### Westliches Mittelmeer
- Marcus Popillius Laenas und Lucius Cornelius Scipio werden römische Konsuln.
- In Syrakus gelangt Nysaios an die Macht, während Dionysios II. noch immer im Exil weilt.
- Keltiberer gründen den Ort Arcobriga.

#### Makedonien

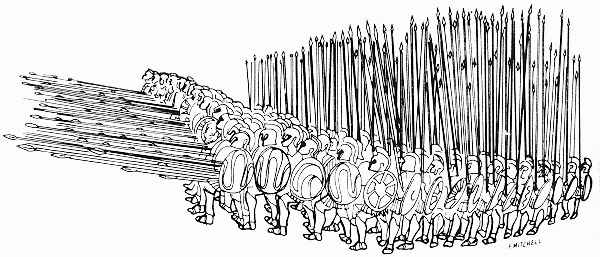
Makedonische Phalanx

- Philipp II. entwickelt die Hopliten-Phalanx zur Makedonischen Phalanx aus Berufssoldaten weiter.
- Die Makedonier unternehmen einen kurzen Feldzug nach Epirus und setzen Alexander I. als König ein.
- Makedonien beginnt den Zweiten Olynthischen Krieg gegen den Chalkidikischen Bund unter Führung Olynths.

#### Perserreich / Ägypten

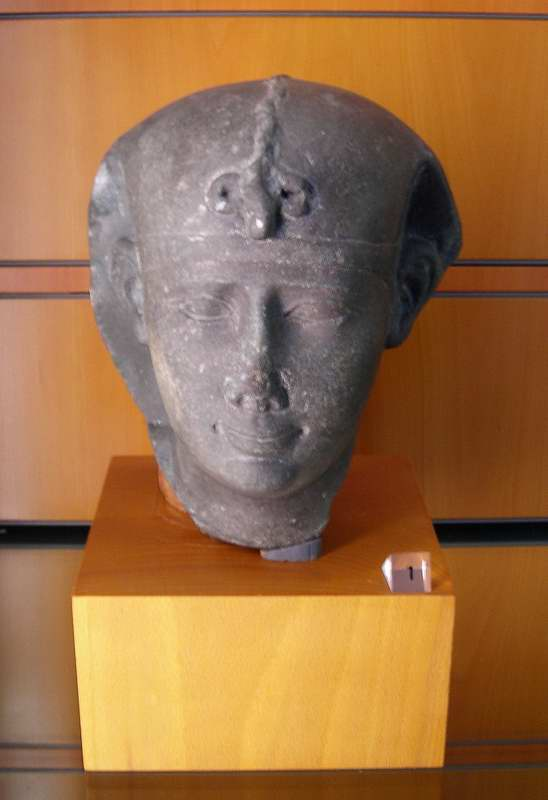
Statuenkopf des Nektanebos II. (Musée des Beaux Arts, Lyon)

- Das persische Achämenidenreich unter Artaxerxes III. beginnt einen erneuten Krieg gegen Ägypten. Ein erster Angriff kann von Pharao Nektanebos II. jedoch abgewehrt werden.

#### Arabische Halbinsel
- um 350 v. Chr.: Im altsüdarabischen Königreich Hadramaut regiert Schahr 'Alhan.

### Wirtschaft
- um 350 v. Chr.: Die Stadt Karthago sperrt mit ihrer Seemacht die Straße von Gibraltar. Fortan dürfen nur noch punische Schiffe vom Mittelmeerraum in den Atlantik und zurück fahren, wertvolles Zinn aus Britannien mitbringen, die Azoren und Madeira ansteuern.

### Wissenschaft und Technik
- um 350 v. Chr.: Dänische Zimmerleute bauen einen neuartigen seetüchtigen und schnellen Schiffstyp: das sogenannte Hjortspringboot. Solche aus dünnen Planken gefertigten, leichten, 19 Meter langen Paddelboote bieten etwa 25 Mann Platz.
- um 350 v. Chr.: In China erstellt Shi Shen einen Sternkatalog mit rund 800 Einträgen.

## Geboren
- um 350 v. Chr.: Diodoros Kronos, griechischer Philosoph
- um 350 v. Chr.: Kassander, König von Makedonien († 297 v. Chr.)
- um 350 v. Chr.: Megasthenes, griechischer Diplomat, Geschichtsschreiber und Geograph († um 290 v. Chr.)

## Gestorben
- um 350 v. Chr.: Archytas von Tarent, pythagoreischer Philosoph und Mathematiker (* um 430 v. Chr.)
- um 350 v. Chr.: Artemisia II., Schwester und Gemahlin von Mausolos II.
- um 350 v. Chr.: Pamphilos, griechischer Maler (* um 390 v. Chr.)
- um 350 v. Chr.: der „Tollund-Mann“, germanische Moorleiche (* um 390 v. Chr.)